# Джоан Валлах Скотт
Джон Валлах Скотт (нар. 18 грудня 1941) — американський історик, дослідник історії Франції яка зробила значний внесок у гендерну історію та інтелектуальну історію. Вона є почесною професоркою Школи соціальних наук в Інституті перспективних досліджень в Прінстоні, Нью-Джерсі.
Серед її публікацій була стаття «Гендер: корисна категорія історичного аналізу», опублікована в 1986 році в The American Historical Review. Ця стаття, «безумовно, є однією із найбільш читаних та цитованих статей в історії журналу», була основою формування сфери гендерної історії в межах англо-американської професії.

## Біографія
Джон Валлах народилась у Брукліні, Нью-Йорк, у родині Лоті (уродженої Танненбаум) та Сама Валлаха, викладачів середніх шкіл..

## Академічна кар'єра
До приходу в Інститут перспективних досліджень, Скотт викладала на історичних факультетах Університету штату Іллінойс в Чикаго, Північно-західному університеті, Університеті Північної Кароліни в Чапел-Хіллі і Університеті Брауна. В Університеті Брауна вона була засновницею та директоркою Центру викладання та досліджень з проблем жінок в Пембруку. Вона була професоркою університету Ненсі Дюка Льюїса і професоркою історії. Скотт писала що саме в Центрі Пембрука вона почала «думати про теорію і гендер». Вона виступала в редакційних виданнях Знаки, Відмінності, Історія та теорія, Переписання, а з січня 2006 – Журнал новітньої історії. У 2010 році вона допомогла заснувати Історію сьогодення: Журнал критичної історії.
Скотт також відігравала головну роль в Американській асоціації університетських професорів (AAUP) як голова його Комітету з академічної свободи та володіння.
З 1985 року вона була професоркою Школи соціальних наук в Інституті перспективних досліджень.
Робота Джоан Скотт поставила під сумнів основи традиційної історичної практики, включаючи природу історичних доказів та історичного досвіду. Спираючись на цілий ряд філософських думок, а також на переосмислення власної підготовки як трудового історика, вона сприяла формуванню поля критичної історії. Написана більш ніж двадцять років тому, її класична стаття Гендер: корисна категорія історичного аналізу  продовжує надихати інноваційні дослідження щодо жінок і гендеру. У своїй останній роботі вона займалася питаннями, які висвітлюють проблеми демократичної практики. Вона підійшла до цього питання у своїх останніх книгах: Пропонують єдині парадокси: французькі феміністки і права людини (1996); Parité: Сексуальна рівність і криза французького універсалізму (2005); Політика завіси (2007). Вона розширила свою роботу в цій галузі щоб вивчити зв'язок між секуляризмом і гендерною рівністю. Вона також підготувала збірку нарисів, що стосуються використання психоаналізу, зокрема фантазії, для історичної інтерпретації, Фантазія феміністичної історії (2011). Скотт є головною редакторкою журналу Історія сучасності, журналу теоретично-інфортивної історії.
Скотт була нагороджена почесним дипломом низки академічних установ, включаючи Браун, Гарвард та Бергенський університет (Норвегія). У травні 2009 року вона отримала статус почесного доктора з Університету Вісконсіна, де здобула кандидатську ступінь. Кілька книг Скотт виграли призи від Американської історичної асоціації, яка також присудила їй премію Ненсі Ліман Роелкер за наставництво в 1995 році. більше 40 років досліджень і письма в обраних галузях французької історії, жіночої та гендерної історії, феміністської теорії. У червні 2012 року Скотт отримала звання почесного доктора Прінстонського університету.
Скотт також відіграла головну роль в Американській асоціації університетських професорів (AAUP)  як голова його Комітету з академічної свободи і володіння. 

## Дослідження та ідеї
Робота Скотт поставила під сумнів основи традиційної історичної практики, включаючи природу історичних доказів та історичного досвіду, а також роль наративу у написанні історії. Спираючись на цілий ряд філософських думок, а також на переосмислення власного навчання як трудового історика, вона сприйяла трансформації області інтелектуальної історії. Її поточна робота зосереджується на розбіжних відносинах між специфікою гендеру та універсалістською силою демократичної політики.
Робота Скотт в основному стосується сучасної французької історії та історії гендеру.
Відображаючи свій інтерес до європейської історії робітничного класу, у 1980 році Скотт спільно із британським істориком Еріком Хобсбаумом написала статтю Політичні шевці в Минулому та Сьогоденні.
У своїй статті 1986 року Гендер: корисна категорія історичного аналізу, Скотт стверджувала, що вивчення гендеру не лише прояснює історію жінок, але й всю історію.
Слідуючи своїй власній пораді, Скотт спробувала написати такі «гендеровані» історії в своїх книгах Гендер і політика історії та Пропонують лише парадокси: французькі феміністки і права чоловіків (Hughes-Warrington (2000), p. 280.). У своїй книзі 1988 року Гендер та політика історії Скотт розширила теми, які вона представила в книзі Гендер: корисна категорія історичного аналізу, щоб заперечити, що гендер є «знанням сексуальних відмінностей». Посилаючись на Фуко, вона прийняла своє визначення «знання» як «розуміння, вироблене культурами і суспільствами людських відносин»
На додаток до своєї статті Гендер: корисна категорія історичного аналізу, Скотт опублікувала кілька книг, які широко перевидані і перекладені на кілька мов, включаючи французьку, японську, португальську та корейську. Її публікації включають Працівники склопластика Карму: французькі майстри та політичні дії в місті дев’ятнадцятого століття (Harvard University Press, 1974); Жінки, робота і сім’я (спільно з Луїзою Тіллі) (Holt, Rinehart and Winston, 1978); Only Paradoxes to Offer: French Feminists and the Rights of Man (Harvard University Press, 1996)”; Parité: Сексуальна різниця і криза французького універсалізму (University of Chicago Press, 2005), і The Politics of the Veil (Princeton University Press, 2007).
Загалом об'єктом її роботи є питання відмінності в історії: її використання, проголошення, реалізації, обґрунтування та перетворення в побудові суспільно-політичного життя. Останні книги Скотт зосереджувалися на розбіжних відносинах між специфікою гендеру та універсалістською силою демократичної політики. Вони включають Гендер і політика історії (1988), Пропонують тільки парадокси: французькі феміністки і права людини (1996), Паріте: сексуальна рівність і криза французького універсалізму (2005), Політика завіси (2007) Фантазія феміністичної історії (2011), Секс і секуляризм (2017), Знання, влада і академічна свобода (2018).
Скотт також редагувала багато інших книг та опублікувала незліченні статті. Вона також є однією із засновниць редакції журналу Історія сучасності. Скотт також редагувала багато інших книг та опублікувала незліченні статті.
Теоретичні ідеї Джоан Скотт окрім гендерної історії зосереджувались зокрема на питанні ідентичності та історичної ідентичності і тому визначення ідентичності було спільною темою у її численних наукових роботах. Зокрема, вона написала дисертацію про соціальну та політичну організацію склоочисників в Кармо (південна Франція) наприкінці ХІХ століття, завдяки якій Джоан Скотт отримала ступінь доктора філософії. Університет Вісконсіна-Медісон в 1969 році. Зачарована тривалим страйком, який організували ці склярі в 1895 році, вона зосередила свою увагу на цьому процесі і почала дослідження за допомогою якого ця соціальна група здобула свідомість класу і почала відстоювати себе політично. Заглиблившись більше у економічну і соціальну історію, вона зазначила, що об'єднання в профспілки і мобілізація скловиробників відбувалися лише на переривчастій і обмеженій основі як реакція на механізацію їх торгівлі. Спираючись на концепції нової соціальної історії, висунуті британськими істориками Е. П. Томпсоном і Еріком Хобсбавом, які прагнули зрозуміти творення і досвід робочого класу, Скотт зазначала, що ні політична дія робітників, ні їх класова свідомість не є природним і автоматичним явищем: вони були «продуктом боротьби і дебатів». Для Скотт поняття боротьби і дебатів охороняє детерміністські і есенціалістські підходи, тим самим дозволяючи оцінити складність індивідуальних і колективних ідентичностей в історії трудової діяльності та класу. Позиція Скотт в області соціальної історії пропонує постійний виклик її фундаментам і його традиціям. З самих ранніх своїх досліджень, Скотт посіяла сумніви щодо визначеності історії, що вона пізніше визначила як постійну боротьбу проти ортодоксального знання та його рутинного використання.
Жінки, робота і сім'я вперше були опубліковані в 1978 році. У різних містах Франції та Англії з часом автори представляють історію жіночої праці в умовах змін, викликаних індустріалізацією. Їх вивчення взаємозв'язку між економічною сферою та сімейною сферою дозволило їм пролити світло на центральну проблему фемінізму: незважаючи на відкритий доступ до найманої праці, жінки залишалися в підпорядкованому соціальному становищі через розподіл праці на основі статі. Автори приділяють пильну увагу різноманітним аспектам роботи працівниці, яка одночасно є дружиною, матір'ю та опорою сімейного життя. Ці ідентичності які перетинаються та збігаються в ідентифікації жінок з сімейною одиницею, пояснюють, чому їхня економічна практика також підпорядковується потребам сім'ї.

Гендер: корисна категорія історичного аналізу
Гносеологічний прорив прийшов незабаром після цього, коли Скотт, тепер професор Університету Брауна, приєдналась до групи читання з феміністськими літературознавцями, які використовували засоби постструктуралізму. Прихід французької теорії - Дельоз, Дерріда і Фуко - на американські кампуси запропонував Скотт радикальну зміну поглядів на історію та її методологію. Називаючи ці "очевидні" категорії історичних і політичних дебатів, ці філософи прагнули пролити світло на нормативні системи, на яких вони базуються. Для Скотт їхня робота була запрошенням до історизації всіх категорій. . З її точки зору, мова йшла не лише про аналіз місця жінок і чоловіків в історії, а й про деконструкцію самих категорій «чоловік» і «жінка», які структурують суспільство в бінарній і нерівній системі. Відтоді можна було б думати про домінування іншими способами, а не через об'єктивні структури, такі як робота або сім'я, які організовують домінування і відтворюють його.
Parité! (Університет Чикаго Пресс, 2005), остання книга Скотт, зосереджується на відносинах між владою та гендером і політичним рухом у Франції у 1990-х роках щодо гендерного паритету у виборчій політиці Франції. На думку Скотт, це прагнення до рівного числа чоловіків і жінок-кандидатів на всіх рівнях політики "продемонструвало складність ведення політичної боротьби зі складним поняттям (анатомічна подвійність, а не сексуальна відмінність, сила закону, що перетворює соціальний і симбіотичні відносини між статями або навіть нерелевантністю статі». Центральний аргумент у цій боротьбі обертався навколо питання про те, чи може абстрактний індивідуалізм французької республіки визнати відмінності всередині нації, тим більше, що практичний результатом цього аспекту універсалізму став (чоловічий, білий, гетеросексуальний) політичний клас, який не представляв повний спектр сучасного французького суспільства, а для підтримки своїх аргументів - і прихильники, і критики паритету викликала принцип французького універсалізму, стверджуючи, що антидискримінаційні або позитивні заходи не сумісні з відносинами республіки i її членів. Скотт проводить порівняння з подібними проблемами, що викликають французький універсалізм. Більш широкий вплив питання паритету був особливо очевидним, якщо взяти в більш широкому контексті одночасно політичну боротьбу - боротьбу за визнання релігійних і культурних відмінностей іммігрантів і гомосексуалів - відмінності, які, як і статеві відмінності між чоловіками і жінками, не могли бути абстраговані з універсалізму республіканської думки. За словами Скотт: «Чи існував спосіб змінити уявлення про індивіда, розширюючи його здатність до абстракції, щоб включити відмінності, які колись вважалися незвідними? Це був виклик, на який зверталися феміністи, які заснували рух parité.»

## Нагороди та відзнаки
Джоан Скотт отримала численні нагороди та почесні ступені за свою роботу, включаючи премію Герберта Бакстера Адамса Американської історичної асоціації, премію ім. АНА для випусників-наставників. Вона зокрема має почесні ступені від Університету Брауна, SUNY Stony Brook, Університету Бергена (Норвегія), Гарвардського університету Принстонського університету, Університету Конкордії і Единбурзького університету .
Міжнародна премія Едгара де Піккіотто, Інститут вищої школи Женеви 2018 року; Американська асоціація мистецтв і наук, премія Talcott Parsons 2016; Американська історична асоціація, премія за наукові відзнаки 2009, Меморіальна премія Джоан Келлі 1989, Герберт Бакстер Адамс Приз 1974; Бернський університет, премія Ганса Сіріхрія 1999
Декорації: Шевальє-де-ла-Леґіон д'Еноунер 2017
Почесні ступені: Единбурзький університет 2018 року; Університет Конкордії (Монреаль) 2016; Університет Квебека, Монреаль 2012; Університет Вісконсина 2009; Коледж Джона Джея (CUNY) 2005; Університет Брауна 1992; SUNY Stony Brook (1989).
Членство: Американська академія мистецтв і наук; Американська асоціація університетських професорів; Американська історична асоціація.

## Студенти
Джоан Скотт мала значний вплив в Академії. Вона відіграла впливову роль у створенні кар’єри ряду видатних вчених, які отримали престижну премію Нансі Ліман Роелкер в 1995 році. Серед студентів, які закінчили дисертації під керівництвом Скотт, - Леора Аусландр з Чиказького університету, Мері Луїз Робертс з Університету Вісконсін-Медісон, і Дагмар Герцог в Міському університеті Нью-Йорка. Пембрукський центр викладання та дослідження проблем жінок при Університеті Брауна щорічно присуджує премію Джоан Валлах Скотт за видатні дисертації в галузі гендерних досліджень та досліджень сексуальності

## Родина
Раніше перебувала у шлюбі із Дональдом Скоттом, професором американської історії в CUNY. Є матір’ю А.О.Скотта, кінокритика «Нью-Йорк Таймс», і художника Ліззі Скотт. Вона є племінницею актора Елі Валлаха (її батько був братом Елі).

### Книги
- The Glassworkers of Carmaux: French Craftsmen and Political Action in a Nineteenth Century City. Cambridge, MA: Harvard University Press, 1974; French translation, Flammarion, 1982.
- Women, Work and Family (coauthored with Louise Tilly). New York: Holt, Rinehart and Winston, 1978; Routledge, 1987; Italian translation, 1981; French translation, 1987; Korean translation, 2008.
- Gender and the Politics of History. New York: Columbia University Press, 1988; Revised edition, 1999. Japanese translation, Heibonsha 1992; Spanish translation, Fondo de Cultura Economica, 2008.
- Only Paradoxes to Offer: French Feminists and the Rights of Man. Harvard University Press, 1996; French translation: Albin Michel, 1998; Portuguese translation: Editora Mulheres 2002; Korean translation, Sang Sanchi 2006.
- Parité: Sexual Equality and the Crisis of French Universalism. Chicago: University of Chicago Press, 2005. French translation: Albin Michel, 2005. Korean translation: Ingansarang, 2009.
- The Politics of the Veil. Princeton University Press, 2007. Bulgarian translation 2008; Arabic translation, Toubkal, 2009; Turkish translation, Tabur, 2012; French translation, Éd. Amsterdam, 2017.
- Théorie Critique de l'Histoire: Identités, expériences, politiques. Fayard, 2009.
- The Fantasy of Feminist History. Durham, Duke University Press, 2011.
- De l'Utilité du genre. Fayard, 2012.
- Sex and Secularism, Princeton University Press, 2017

### Редаговані книги
- Scott, Joan W.; Conway, Jill; Bourque, Susan C. (1989). Learning about women: gender, politics and power. Ann Arbor: University of Michigan Press. ISBN 9780472063987.
- Scott, Joan W.; Butler, Judith (1992). Feminists theorize the political. New York: Routledge. ISBN 9780415902731.
- Scott, Joan W. (editor); Alper, Benedict S. (author) (1992). Love and politics in wartime: letters to my wife, 1943-45. Urbana: University of Illinois Press. ISBN 9780252018770.
- Scott, Joan W.; Gilbert, James; Gilman, Amy; Scott, Donald (1993). The mythmaking frame of mind: social imagination and American culture. Belmont, California: Wadsworth Publishing Co. ISBN 9780534190385.
- Scott, Joan W. (1996). Feminism and history. Oxford New York: Oxford University Press. ISBN 9780198751694.
- Scott, Joan W.; Kaplan, Cora; Keates, Debra (1997). Transitions, environments, translations: feminisms in international politics. New York: Routledge. ISBN 9780415915410.
- Scott, Joan W.; Tierney, Brian (2000). Western societies: a documentary history (вид. 2nd). Boston: McGraw-Hill. ISBN 9780070648449.
- Scott, Joan W.; Keates, Debra (2001). Schools of thought: twenty-five years of interpretive social science. Princeton: Princeton University Press. ISBN 9780691088426.
- Scott, Joan W.; Keates, Debra (2004). Going public: feminism and the shifting boundaries of the private sphere. Urbana: University of Illinois Press. ISBN 9780252072093.
- Scott, Joan W. (2008). Women's studies on the edge. Durham: Duke University Press. ISBN 9780822342748.
- Scott, Joan W.; Perreau, Bruno (2017). Les défis de la République: genre, territoires, citoyenneté. Paris: Presses de Sciences Po. ISBN 9782724619959.

### Розділи в книгах
- Scott, Joan W. (2005), French universalism in the nineties, у Friedman, Marilyn (ред.), Women and citizenship, Studies in Feminist Philosophy, Oxford New York: Oxford University Press, с. 35—51, ISBN 9780195175356.
- Scott, Joan W. with Wendy Brown (2014), Power, Critical Terms for the Study of Gender, Chicago: The University of Chicago Press.

### Статті
- "The Glassworkers of Carmaux", in S. Thernstrom and R. Sennett (eds), Nineteenth Century Cities: Essays in the New Urban History (Yale University Press, 1969), pp. 3–48.
- "Les Verriers de Carmaux, 1865-1900," Le Mouvement Social 76 (1971), pp. 67–93.
- "Women's Work and the Family in 19th Century Europe" (coauthored with Louise Tilly), in C. Rosenberg (ed.), The Family in History (University of Pennsylvania Press, 1975), pp. 145–178.
- "Labor History in the United States since the 1960's," Le Mouvement Social, No. 100 (July 1977), pp. 121–131.
- Recent U.S. Scholarship on the History of Women (coauthored with B. Sicherman, W. Monter, K. Sklar). American Historical Association, 1980.
- "Social History and the History of Socialism: French Socialist Municipalities in the 1890's," Le Mouvement Social 111 (Spring 1980), pp. 145–153.
- "Political Shoemakers" (coauthored with Eric Hobsbawm), Past and Present 89 (November 1980), pp. 86–114.
- "Dix Ans de l'histoire des femmes aux états-unis," Le Débat 19 (1981), pp. 127–132 (translated into Spanish for publication in Débat, 1984).
- "Politics and the Profession: Women Historians in the 1980's," Women's Studies Quarterly 9:3 (Fall 1981).
- "Mayors versus Police Chiefs: Socialist Municipalities Confront the French State," in John Merriman, ed., French Cities in the Nineteenth Century (London: Hutchinson, 1982), pp. 230–45.
- "Popular Theater and Socialism in Late Nineteenth Century France," in Seymour Drescher, David Sabean, and Allen Sharlin (eds)., Political Symbolism in Modern Europe: Essays in Honor of George L. Mosse (New Brunswick: Transaction Books 1982), pp. 197–215.
- "The Mechanization of Women's Work," Scientific American 247:3 (September 1982), pp. 166–87.
- "Women's History: The Modern Period," Past and Present 101 (November 1983), pp. 141–57.
- "Men and Women in the Parisian Garment Trades: Discussions of Family and Work in the 1830's and 40's," R. Floud, G. Crossick and P. Thane (eds), The Power of the Past: Essays in Honor of Eric Hobsbawm (Cambridge University Press, 1984), pp. 67–94.
- "Statistical Representations of Work: The Chamber of Commerce's Statistique de l'Industrie à Paris, 1847-48," in Stephen Kaplan, ed., Work in France: Representations, Meaning, Organization, and Practice (Cornell University Press, 1986), pp. 335–363.
- "Women's History as Women's Education: Representations of Sexuality and Women's Colleges in America," (Smith College, Northampton, Mass., 1986).
- "Gender: A Useful Category of Historical Analysis," American Historical Review 91, no. 5 (December 1986), pp. 1053–75 (French, Italian, Spanish, Portuguese, Bulgarian, Estonian, and Polish translations).
- "On Language, Gender, and Working Class History," International Labor and Working Class History 31 (Spring 1987), pp. 1–13 and "Reply to Critics of This Piece," 32 (Fall 1987), pp. 39–45 (Spanish and Swedish translations).
- "'L'Ouvrière! Mot Impie, Sordide...' Women Workers in the Discourse of French Political Economy (1840-1860)," in Patrick Joyce, ed., The Historical Meanings of Work. (Cambridge University Press, 1987), pp. 119–42. French translation in Actes de la Recherche en Sciences Sociales 83 (June 1990), pp. 2–15.
- "Rewriting History," in Margaret Higonnet et al. (eds), Behind the Lines: Gender and the Two World Wars (Yale University Press, 1987), pp. 19–30.
- "History and Difference," Daedalus (Fall 1987), pp. 93–118. "Deconstructing Equality-versus-Difference:  Or, the Uses of Poststructuralist Theory for Feminism," Feminist Studies (Spring 1988), pp. 33–50.
- "The Problem of Invisibility," in S. Jay Kleinberg, ed., Retrieving Women's History: Changing Perceptions of the Role of Women in Politics and Society (London and Paris: Berg/Unesco 1988), pp. 5–29.
- "History in Crisis? The Others' Side of the Story," American Historical Review 94 (June 1989), pp. 680–692.
- "Interview with Joan Scott," Radical History Review 45 (1989), pp. 41–59.
- "French Feminists and the Rights of 'Man': Olympe de Gouges' Declarations," History Workshop No. 28 (Autumn 1989), pp. 1–21.
- "A Woman Who Has Only Paradoxes to Offer: Olympe de Gouges Claims Rights for Women," in Sara E. Melzer and Leslie W. Rabine (eds), Rebel Daughters: Women and the French Revolution (New York: Oxford University Press, 1992), pp. 102–20.
- "Women's History," in Peter Burke (ed.), New Perspectives on Historical Writing, (London: Polity Press, 1991), pp. 42–66.
- "Rethinking the History of Women's Work," chapter for Vol. IV of Storia della Donne, edited by Michelle Perrot and Georges Duby (Rome, Laterza, 1990; Paris, Plon, 1991; Cambridge, MA, Harvard University Press, 1993), pp. 773–797.
- "The Evidence of Experience," Critical Inquiry (Summer 1991); reprinted in various collections of essays, and in Questions of Evidence: Proof, Practice, and Persuasion across the Disciplines, edited by James Chandler, Arnold I. Davidson, and Harry Harootunian (Chicago: University of Chicago Press, 1994), pp. 363–387. Spanish translation 2001.
- "Liberal Historians: A Unitary Vision," Chronicle of Higher Education, September 11, 1991, pp. B1-2.
- "The Campaign Against Political Correctness: What's Really at Stake?" Change (November/December 1991), pp. 30–43; reprinted in Radical History Review (1992), pp. 59–79; also in various collections of essays.
- "Multiculturalism and the Politics of Identity," October 61 (Summer 1992), pp. 12–19; reprinted in John Rajchman (ed.), The Identity in Question (New York: Routledge, 1995), pp. 3–12.
- "The New University: Beyond Political Correctness," Boston Review (March/April 1992), pp. 29–31.
- "The Rhetoric of Crisis in Higher Education," in Higher Education Under Fire: Politics, Economics, and the Crisis of the Humanities, edited by Michael Bérubé and Cary Nelson (Routledge, 1995), pp. 293–334.
- "Academic Freedom as an Ethical Practice," in Louis Menand (ed.), The Future of Academic Freedom (University of Chicago Press, 1996), pp. 163–180.
- "Forum: Raymond Martin, Joan W. Scott, and Cushing Strout on 'Telling the Truth About History,'" History and Theory, vol. 34 (1995), pp. 329–334.
- "Vive la différence!" Le Débat, November–December 1995, pp. 134–139. "After History?", Common Knowledge, vol. 5, no. 3 (Winter 1996), pp. 9–26.
- "'La Querelle des Femmes' in Late Twentieth Century France," New Left Review November/December 1997, pp. 3–19 (French translation: Parité-infos, #19, Sept. 1997).
- "Border Patrol," contribution to "Forum" A Crisis in History? On Gérard Noiriel's Sur la Crise de l'Histoire," French Historical Studies 21:3 (Summer 1998), pp. 383-397.
- "Some Reflections on Gender and Politics," in Myra Marx Ferree, Judith Lorber, and Beth B. Hess (eds), Revisioning Gender (Sage Publications, 1999), pp. 70–96.
- "Entretien avec Joan Scott," Mouvements: Sociétés, politique, culture no. 2 (Jan- Fev 1999), pp. 101–112.
- "La Traduction Infidèle," Vacarme, No. 19 (1999).
- "Feminist Family Politics," French Politics, Culture and Society 17:3-4 (Summer/Fall 1999), pp. 20–30.
- "The 'Class' We Have Lost," International Labor & Working-Class History, no. 57 (Spring 2000), pp. 69–75.
- "Fantasy Echo: History and the Construction of Identity," Critical Inquiry 27 (Winter 2001), pp. 284–304 (German translation: "Phantasie und Erfahrung," Feministische Studien Vol. 2, 2001).
- "Les 'guerres académiques' aux Etats-Unis," in L'Université en questions: marché des saviors, nouvelle agora, tour d'ivoire?, edited by Julie Allard, Guy Haarscher, and Maria Puig de la Bellacasa (Brussels: Editions Labor, 2001).
- "Faculty Governance," Academe July–August 2002, pp. 41–48.
- "French Universalism in the 90's," differences 15.2 (2004), pp. 32–53.
- "Feminism's History," Journal of Women's History 16.1 (2005), pp. 10–29.
- "Symptomatic Politics: The Banning of Islamic Head Scarves in French Public Schools," French Politics, Culture and Society 23:3 (Fall 2005), pp. 106–27.
- "Against Eclecticism," differences 16.3 (Fall 2005), pp. 114–37. "History-writing as Critique", Keith Jenkins et al. (eds), Manifestos for History (London: Routledge, 2007), 19-38.
- "Back to the Future," History and Theory 47:2 (2008), pp. 279–84.
- "Unanswered Questions," contribution to AHR Forum, "Revisiting 'Gender: A Useful Category of Historical Analysis'," American Historical Review 113:5 (Dec. 2008), pp. 1422–30.
- "Finding Critical History," in James Banner and John Gillis (eds), Becoming Historians (Chicago: University of Chicago Press, 2009), pp. 26–53.
- "Knowledge, Power, and Academic Freedom," Social Research (Summer 2009).
- "Gender: Still a Useful Category of Analysis?" Diogenes, vol. 57, no. 225 (2010).
- "Storytelling," History and Theory (Spring 2011).

## Зовнішні посилання
Вікісховище має мультимедійні дані за темою: Джоан Валлах Скотт
- Joan Scott interview on Counterpoint Radio with Marcus W. Orr Center for the Humanities at the University of Memphis.
- Joan Scott's CV [Архівовано 20 жовтня 2020 у Wayback Machine.]
- Pembroke Center News [Архівовано 17 грудня 2012 у Wayback Machine.]
- France's Battle Against the Burqa [Архівовано 25 травня 2010 у Wayback Machine.] May 21, 2010.
- Joan Scott's faculty web page [Архівовано 6 березня 2016 у Wayback Machine.] at the Institute for Advanced Study
- Joan Scott's biography at the Stanford Presidential Lectures [Архівовано 30 квітня 2019 у Wayback Machine.] site
- Interview with Joan Scott on BigThink.com [Архівовано 25 травня 2010 у Wayback Machine.]
- Interview with Joan Scott at UC Berkeley on Conversations with History [Архівовано 17 квітня 2019 у Wayback Machine.]
- The History of the Present. [Архівовано 12 листопада 2018 у Wayback Machine.]